# José Cretella Júnior
 (mai 2018).
Si vous disposez d'ouvrages ou d'articles de référence ou si vous connaissez des sites web de qualité traitant du thème abordé ici, merci de compléter l'article en donnant les références utiles à sa vérifiabilité et en les liant à la section « Notes et références ».
José Cretella Júnior (Sorocaba, 10 janvier 1920 - São Paulo, 11 avril 2015) était un avocat brésilien.
Il était avocat et professeur, spécialisé dans la discipline du droit administratif dont il était titulaire à la Faculté de Droit de l'Université de São Paulo, où il a occupé le poste précédemment occupé par Mendonça Furtado (1856-1882), Rubino de Oliveira (1882-1891), Villaboim (1892-1917), de Melo Neto (1917-1927) et Mário Masagão (1927-1969). De 1965 à 1969, il a été vice-directeur de la faculté de droit de São Bernardo do Campo. Il a occupé le fauteuil de numéro 1 de l'Académie des Lettres de la ville de São Paulo. 
Il est l'auteur de plusieurs ouvrages juridiques, non seulement sur le droit administratif, mais aussi d'autres branches du droit.